# USS Seymour D. Owens (DD-767)
USS Seymour D. Owens (DD-767) – amerykański niszczyciel typu Gearing będący w służbie United States Navy w czasie II wojny światowej. Patronem okrętu był Seymour D. Owens, który był dowódcą niszczyciela USS Norman Scott (DD-690). Został zabity w czasie akcji w pobliżu wybrzeża wyspy Tinian 24 lipca 1944.
Stępkę okrętu położono 3 kwietnia 1944 w stoczni Bethlehem Steel Company w San Francisco. Ponieważ okręt nie został ukończony do końca wojny dalsze prace wstrzymano 7 stycznia 1946. Niekompletny kadłub został dostarczony Marynarce 28 lutego 1947. Część kadłuba została użyta do naprawy niszczyciela USS „Ernest G. Small” (DD-838). Pozostały kadłub został zakotwiczony w ramach Floty Rezerwowej Pacyfiku (ang. Pacific Reserve Fleet), gdzie pozostał do sprzedaży na złom firmie National Metal and Steel Co. 23 marca 1959. Nazwa „Seymour D. Owens” została skreślona z listy jednostek floty 9 czerwca 1958.